# Батани
Батани или Големата махала (на гръцки: Μπατάνια, Батания, Μεγάλος μαχαλάς) е традиционна махала на македонския град Негуш (Науса), Егейска Македония, Гърция.
Махалата е разположена в стария град на Негуш, в централната му част, на десния бряг на реката Арапица от едноименния Батански мост до Стумбанския мост. Отсреща е другата традиционна махала Пуляна. Махалата носи името си от многобройните батани и воденици в нея, които използват водите на Арапица. Най-известни са Райовата воденица и Макевата воденица.